# Patalene insudata
Patalene insudata är en fjärilsart som beskrevs av Achille Guenée 1858. Patalene insudata ingår i släktet Patalene och familjen mätare. Inga underarter finns listade i Catalogue of Life.